# آدا كولاو
آدا كولاو بايانو (النطق الكتالاني : [ˈaðə kuˈɫaw]; تلفظ بالإسبانية: ‎/ˈaða koˈlau/‏، مزدادة في 3 مارس 1974) هي سياسية يسارية إسبانية، تشغل منصب عمدة مدينة برشلونة منذ 15 مايو 2015 كأول سيدة تصل لهذا المنصب. آدا هي واحدة من مؤسسي «منصة الأشخاص المتضررين من الرهون العقارية» (بالإسبانية: Plataforma de Afectados por la Hipoteca)‏ المتحدثة الرسمية باسم المنصة. حيث أنشئت في برشلونة سنة 2009 لمساعدة الأشخاص الذي طرداو قسريا من بيوتهم لأسباب تتعلق بالرهون العقارية خلال الأزمة المالية 2007-2008. كما أنها عضو مؤسس للحركة الديموقراطية في أوروبا 2025.

## النشأة
ولدت آدا في 3 مارس 1974 في مدينة برشلونة وترعرعت هناك في حي يدعى «حي غويناردو»، خلال الدراسة الجامعة اختصت بدراسة الفلسفة في جامعة برشلونة لكنه ادطرت إلى الخروج منها قبل تخرجها بسبب ماوصفته بعدم الاستقرار الاقتصادي لعائلتها.

## النشاط

### منصة لأشخاص المتضررين من الرهون العقارية
آدا هي واحدة من مؤسسي «منصة لأشخاص المتضررين من الرهون العقارية» في 2009، وكانت المتحدثة الرسمية بإسمها حتى 2014. هذه المنصة التي أنشئت خصيصا لمساعدة الأشخاص الذين طردو قسرا من عقاراتهم بسبب الرهون التي فرضتها الأزمة الاقتصادية بين سنتي 2008 و 2009.

### برشلونة للعامة
في 7 مايو 2014، أعلنت آدا عن غدوها المتحدثة باسم «منصة لأشخاص المتضررين من الرهون العقارية» (PAH)، إضافة إلى ذلك وفي يونيو 2014 أصبحت متحدثة باسم حزب «برشلونة للعامة» (بالإسبانية: Barcelona en Comú)‏. فازت بالأغلبية خلال انتخابات يونيو 2015 وأصبحت عمدة برشلونة.

## الجوائز
- 2013: جائزة حقوق الإنسان – مهرجان حقوق الإنسان للفيلم في برشلونة.[14]
- 2013: جائزة المدافعين عن الحقوق الاجتماعية.[15][16]
- 2013: الجائزة الأوروبية للمواطنين.[17]
- 2013: جائزة المرأة المتحدة.[18]

## المنشورات

### الكتب
- 2012: حياة المرهون.[19]
- 2013: نعم يمكنك! وقائع انتصار كبير صغير.[20][21]

### المقالات
- 2011: كيف يمكن إيقاف قرار إفراغ.[22]
- 2014: جعل الثورة الديمقراطية تحدث.[23]